# اسرار احمد
اسرار احمد (اردو: اسرار احمد؛ ۲۶ آوریل ۱۹۳۲ – ۱۴ آوریل ۲۰۱۰)یک رهبر اسلامی پاکستانی و متخصص الهیات بود. او در جنوب آسیا و از طرفی، در میان برخی مسلمانان جنوب آسیا در خاورمیانه، غرب اروپا و آمریکای شمالی پیروانی پیدا کرد.
او حدود ۶۰ کتاب دربارهٔ اسلام و پاکستان به رشته تحریر درآورد که تا سال ۲۰۱۷، بیست و نه عدد از این کتاب‌ها به زبان‌های دیگر از جمله انگلیسی ترجمه گردیده‌است.